# Wildi Frau
Wildi Frau es un pico de montaña en Suiza. se encuentra en el distrito de Frutigen-Niedersimmental cantón de Berna, en la parte central del país, a 60 km al sureste de la capital, Berna. La parte superior de la Wildi Frau está a 3 274 metros sobre el nivel del mar, o 140 metros sobre el terreno circundante. La anchura en la base es el 0.65 km.
El terreno alrededor de la Wildi Frau es principalmente rocoso. El pico más cercano es Wyssi Frau, a 3 650 metros sobre el nivel del mar, a 1,4 km al sur de Wildi Frau. La comunidad más cercana es Frutigen, a 13,6 km al noroeste de la Wildi Frau. 
La zona alrededor de la Wildi Frau está permanentemente cubierta de hielo y nieve y muy poco poblada, con 6 habitantes por kilómetro cuadrado.